# Kvidinge hed

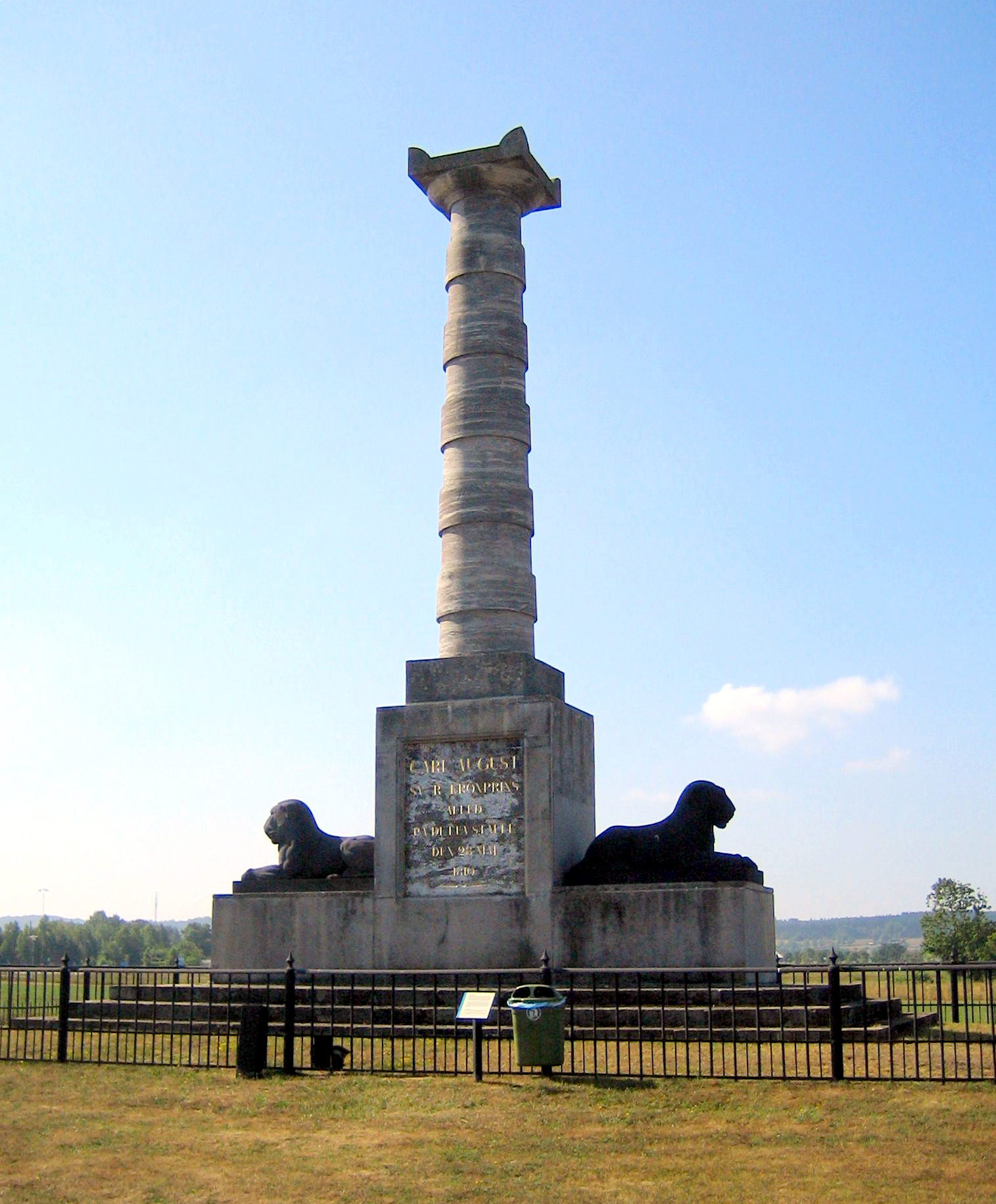
Monumentet

Kvidinge hed är ett öppet fält nära Kvidinge i Åstorps kommun, Skåne län.
Kvidinge hed – då skrivet Qvidinge hed – var under 1800-talet Skånska husarregementets övningsfält och pryds idag av ett monument över kronprins Karl Augusts död vid denna plats år 1810.
Åren efter andra världskriget spelade F5:s musikkår vid monumentet en gång varje år. Då flög det nämligen dagligen en mängd s.k. skolflygplan från Krigsflygskolan över Kvidinge. Det kunde vara upp till 40-50 gulmålade plan per dag från F 5 Ljungbyhed. De bullrade väldigt och störde invånarna i Kvidinge.
Någon fann då på att teckna ett avtal med Ljungbyheds Musikkår, att denna skulle komma till monumentet i Kvidinge en gång per år och spela, som kompensation för allt oljud.
Så här berättade i det tidiga 1970-talet kvidingeprofilen Ivar Granstedt för lokaltidningen Quidinge Allehanda:
- Det är riktigt att ett sådant avtal fanns. Sedan kom ju jetplanen och då upphörde det att gälla. Orkestern skulle som kompensation för flygbullret spela här en gång per år vid monumentet. Det var då inte avtalat någon bestämd dag, utan det skulle ske någon gång på sommaren.
Monumentet skadades svårt efter ett blixtnedslag den 23 juni 2025.